# CPanel
cPanel — платная панель управления веб-хостингом. Функционирует посредством отдельной копии веб-сервера, работающей, как правило, на порту 2082 (или 2083/SSL).
В состав cPanel входит большое количество свободного ПО, основным из которого является Apache, MySQL, PHP, exim. Имеется локализация на 25 языках.
cPanel является второй по популярности системой управления для хостинга (наиболее популярная — Plesk). 
cPanel имеет расширенную функциональность для перепродажи хостинга (WHM).

## Поддерживаемые операционные системы
По состоянию на ноябрь 2008 года производителем заявлена поддержка следующих операционных систем:
- Red Hat Enterprise Linux (рекомендованная ОС)
- CentOS (рекомендованная ОС)
- FreeBSD (предлагается использовать только квалифицированным специалистам) — не поддерживается с 30.09.2012

cPanel может быть установлен и на другие дистрибутивы Linux. При использовании FreeBSD необходимо соблюдать рекомендацию разработчиков cPanel и не использовать для установки нового ПО бинарные пакеты, а пользоваться только портами.

## Лицензирование
Наличие и срок действия лицензии контролируется посредством автоматического обращения cPanel к авторизационному серверу производителя, который и определяет действительна ли лицензия.

## Похожее программное обеспечение
- Webmin
- ISPmanager
- DirectAdmin
- Plesk
- Cube Panel
- H-Sphere
- Helm
- ISPConfig
- Lxadmin
- VestaCP
- RedhadCP